# Юніон-Голл (Вірджинія)
Юніон-Голл (англ. Union Hall) — переписна місцевість (CDP) в США, в окрузі Франклін штату Вірджинія. Населення — 1328 осіб (2020).

## Географія
Юніон-Голл розташований за координатами 37°1′19″ пн. ш. 79°40′50″ зх. д. / 37.02194° пн. ш. 79.68056° зх. д. (37.021891, -79.680559).  За даними Бюро перепису населення США в 2010 році переписна місцевість мала площу 46,57 км², з яких 37,56 км² — суходіл та 9,01 км² — водойми.

## Демографія
Згідно з переписом 2010 року, у переписній місцевості мешкало 1138 осіб у 518 домогосподарствах у складі 411 родини. Густота населення становила 24 особи/км².  Було 1215 помешкань (26/км²).
Расовий склад населення:
| - 94,3 % — білих - 3,2 % — чорних або афроамериканців - 0,7 % — азіатів - 0,2 % — корінних американців |

До двох чи більше рас належало 1,2 %. Частка іспаномовних становила 2,3 % від усіх жителів.
За віковим діапазоном населення розподілялося таким чином: 12,8 % — особи молодші 18 років, 56,0 % — особи у віці 18—64 років, 31,2 % — особи у віці 65 років та старші. Медіана віку мешканця становила 57,9 року. На 100 осіб жіночої статі у переписній місцевості припадало 95,9 чоловіків;  на 100 жінок у віці від 18 років та старших — 94,5 чоловіків також старших 18 років.
Середній дохід на одне домашнє господарство  становив 80 613 долари США (медіана — 59 500), а середній дохід на одну сім'ю — 94 315 доларів (медіана — 67 635). За межею бідності перебувало 6,4 % осіб, у тому числі 9,1 % дітей у віці до 18 років та 7,4 % осіб у віці 65 років та старших.
Цивільне працевлаштоване населення становило 494 особи. Основні галузі зайнятості: освіта, охорона здоров'я та соціальна допомога — 25,1 %, виробництво — 22,1 %, фінанси, страхування та нерухомість — 12,1 %, науковці, спеціалісти, менеджери — 9,1 %.